# Миоза
Миоза је сужење зенице ока. То је нормална реакција на појачање светла, али може бити присутна и код одређених патолошких стања, излагања нискоталасном зрачењу и узимања одређених лекова.
Супротног значења је мидријаза, дилатација зенице.

## Физиологија фотомоторног рефлекса
Светлост уласком у око погађа три различита фоторецептора на мрежњачи: већ познате штапиће и чуниће који обликују слику и недавно откивене фотосензитивне ганглијске станице. Ганглијска станица даје инфорацију о количини светлости у околини и реагује спорије од штапића и чунића. Сигнали из ганглијске станице имају три улоге: акутну супресију хормона мелатоина, покретање телесног цикардијалног ритма и регулацију величине зенице.
Фоторецептори мрежњаче преводе светлосни надражај у електричне импулсе. Живци који суделују у промени величине зенице се спајају на претектално језгро средњег мозга, премошћавајући латерално геникулатно језгро и примарну видну кору. Из претекталног језгра живци шаљу аксоне у Едингер-Вестпхаловом језгру, чији висцеромоторни неурони пролазе дуж левог и десног окуломоторног живца. Аксони из висцеромоторних неурона (који чине 3. кранијални живац, заједно са соматомоторним уделом из Едингер-Вестпхаловог језгра) имају синапсе с неуронима цилијарних ганглија, чији парасимпатички аксони инервирају мишић констриктор зенице, узрокујући миозу. То се догађа јер се симпатичка активност из цилијарних ганглија губи и на тај начин парасимпатикус није инхибиран.

### Доба
Са старењем зенице постају све уже.

### Болести
- Хорнеров синдром (група поремећаја инервације лица због оштећења симпатичког нервног система).
- Панкоаст тумор (тумор вршка плућа) због оштећења узлазног симпатичког пута који нормално узрокује дилатацију зенице.
- Крварење у мост (интракранијално крварење).
- Кластер главобоља с птозом.

### Лекови
- Опиоиди као што су кодеин, фентанил, морфијум, хероин и метадон.
- Антипсихотици, укључујући халоперидол, тиоридазин, оланзапин, куетиапин и други.
- Колинергични агенси попут оних који се употребљавају у лечењу Алцхајмерове болести и нервни гасови; колинергични лекови као пилокарпин, карбакол (Миостат) и неостигмин.
- Неки кемотерапеутици за лечење тумора, укључујући деривате камтотекина.
- Миртазапин, норадренергик и специфични серотонергични антидепресив.
- Тразодон
- Неки МАО инхибитори
- У неким ретким случајевима, код изложености гасу ипериту.

### Миотици
Миотици узрокују констрикцију зенице (тј. миозу). Насупрот томе, мидријатици узрокују дилатацију зенице.